# Orland enamorat
Orland enamorat —en italià Orlando innamorato— és un poema èpic publicat per primera vegada el 1483, considerat una de les obres més importants de la literatura italiana. L'autor, Matteo Maria Boiardo, el va deixar inacabat i va servir d'inspiració a d'altres com ara Ludovico Ariosto, que va escriure el també destacat Orland Furiós. El protagonista del poema està basat en el personatge llegendari Rotllà.

## Característiques
El poema narra una seguit d'aventures fantàstiques, duels, amor i màgia. Està escrit en estrofes de vuit versos que s'ajusten a l'esquema de rimes ABABABCC, el qual permet el desenvolupament d'un discurs llarg. L'obra està dividida en tres llibres: el primer consta de vint-i-nou cants, el segon de trenta-un i el tercer, que tot just el va començar i va quedar inacabat, només té vuit cants; cada cant està constituït per seixanta estrofes.
El punt fort de la història són els personatges que, encara que diversos, estan molt ben definits, cadascun amb els seus pensaments i desitjos propis, que són els mateixos que han interessat a la humanitat al llarg de tots els temps. Ells són els qui donen a l'obra una validesa que va més enllà de l'edat mitjana i del renaixement. Angèlica i l'amor no correspost d'Orland són el motor de l'obra. Aquesta protagonista, contrària a l'heroi, ha estat comparada amb el Filostrato de Boccaccio.
L'ambient és una barreja d'escenaris reals —Catai, Índia, França, Barcelona (als cants quart al sisè)— amb altres d'inventats —les Illes Llunyanes, Tatària, etc.— que l'autor tracta com a autèntics.
El llenguatge utilitzat és el de la llengua vernacla de l'autor, el dialecte del nord d'Itàlia, que es fa servir als territoris de la riba del Po. Quan Boiardo va fer la composició, Pietro Bembo encara no havia escrit la seva teoria sobre la unificació entre la prosa vulgar i la llengua literària fonamentada gairebé exclusivament sobre el dialecte toscà, segons els models de Boccaccio per la prosa i de Petrarca per la poesia. Al llarg del segle xvi el poema de Boiardo, que no s'ajustava al gust classicista, es va refer o distorsionar lingüísticament d'acord amb el model que oferien alguns autors, entre ells el més apreciat va ser el del toscà Francesco Berni. L'absència d'una còpia autògrafa certificada és l'origen d'una proposta filològica que avui busca restaurar el text per torna-li la seva pàtina lingüística primitiva. Els textos més propers a l'original es van perdre amb el canvi de propietaris de la biblioteca dels Este. Avui en dia s'han elaborat algunes crítiques i edicions filològiques fiables com la d'Antonia Tissoni Benvenuti sota el títol L'inamoramento de Orlando.

## Contingut
Llibre primer
Angèlica, una bella princesa de Catai, es presenta a la cort de Carlemany per demanar ajut contra els seus enemics. Orland, el millor dels cavallers francs, famós per les seves lluites contra els musulmans, s'ofereix per auxiliar-la i marxen junts cap al seu regne d'orient. El cavaller s'enamora bojament d'ella des del primer moment. Per defensar-la s'enfronta i venç Agricane, el rei de Tartaria, que volia obligar-la a casar-se amb ella. Fins i tot arriba a lluitar amb el seu cosí Rinald, víctima d'un encanteri que li fa odiar Angèlica. Mentrestant, l'emperador Carlemany és atacat per Gradasso rei de l'Índia, el qual desitjava obtenir la mítica espasa d'Orland i el cavall de Rinald. Privat dels seus millors guerrers, Carlemany és salvat per Astolf, un paladí no gaire fort però simpàtic. Després d'això, Astolf marxa cap a orient, amb la intenció de retrobar-se amb els cosins Orland i Rinald. Quan arriba s'està realitzant un duel entre aquests i es posa del costat de Rinald, juntament amb altres herois: la reina Marfisa i els bessons Griffó el Blanc i Aquilant el Negre; de la banda d'Orland lluiten el rei Sacripante, el comte Brandimart i Fiordiligi, la guerrera estimada de Brandimart. Angèlica, tement per Rinald, del qual n'està enamorada, atura l'enfrontament i mana al protagonista que vagi a destruir el jardí de la bruixa Falerina.
Llibre segon
Contra tot pronòstic, Orland surt reeixit de la missió i salva per dues vegades al seu cosí Rinald i els altres companys (als quals s'ha unit el cavaller Dudó el Sant), la primera de la bruixa Morgana l'Afortunada, la segona de Manodant, rei de les Illes Llunyanes. També s'ha d'enfrontar a la traïdora Origille, de la qual s'enamora com un ximplet. Repetidament enganyat i vençut per aquesta dona, finalment l'abandona i torna a trobar-se amb Angèlica just a temps per salvar-la de la reina Marfisa. Astolf, però, roman pres dels encanteris d'amor de la bruixa Alcina. Mentrestant, Agramant, rei d'Àfrica, decideix envair França i per fer-ho li cal el jove Roger, que està sota la tutoria del mag Atles. Per tant, Agramant envia el petit i astut lladre Brunel cap a orient, a robar l'anell màgic d'Angèlica amb el qual Brunel allibera Roger del mag. Orland i els altres cavallers retornen a França amb Angèlica, quan els arriba la notícia que Carlemany ha de defensar-se de la invasió d'Agramant, acompanyat del poderós Rodomont i del jove Roger. Acudeix en el seu suport Marsili, rei d'Espanya, amb l'invencible nebot Ferraú. Malgrat el coratge dels fracs, als quals se'ls uneix la guerrera Bradamant, germana de Rinald, els musulmans abaten les línies cristianes als Pirineus.
Llibre tercer
Mandricard, fill d'Agricane, i Gradasso s'apleguen a França per venjar-se'n de la derrota. L'exèrcit de Carlemany es retira a París, on són assetjats per Agramant. Sense fer cas de la guerra en curs, Orland i Rinald, ara víctima d'un encanteri d'amor, només estan pendents d'Angèlica. El mag Atles porta el caos a tot arreu, en un intent de recuperar Roger, del qui s'enamora sense ser corresposta, Bradamant. El poeta profetitza que de la seva unió seran descendents els ducs de la família Este.

## La primera edició
L'autor era comte de Scandiano, un feu proper a l'actual Reggio de l'Emília. Boiardo va visitar la cort dels Ferrara en dues ocasions: la primera vegada en època del duc Borso d'Este i la segona quan era duc Hèrcules I d'Este. A aquest darrer li va dedicar el poema, cosa que va fer amb doble intenció: per una banda laudatòria cap al duc i per altra hedonista cap a ell mateix. Segons diu, l'objectiu era premiar i entretenir la cort dels Este. El tema escollit es fonamenta en l'èpica i en els personatges del cicle carolingi, combinat amb una història d'amor com les de la matèria de Bretanya que barregen aquests components amb la màgia o els mags. Altres influències que es poden trobar en aquesta obra són els autors clàssics: Ovidi, Apuleu i Virgili.
Boiardo va començar l'escriptura del seu poema l'any 1476, el qual va titular inicialment L'Innamoramento di Orlando. Sabem que sis anys després havia acabat el primer llibre. Els estudis de Giulio Bertoni han revelat que després de l'edició del 1483, feta per Alvise Roseto, copista de la cort, l'autor es va posar a treballar en la transcripció d'un exemplar fet amb vitel·la i miniatures pintades amb or, amb l'emblema de la casa ducal i amb lletres amb tinta roja i blava. Aquesta edició aniria òbviament adreçada al duc en persona. Només un cop enllestida, Boiardo es va dedicar a la continuació, que li va costar més temps, ja que l'autor estava distret de la poesia per les preocupacions polítiques que van sorgir: l'arribada a Itàlia de Carles VIII de França. Finalment va quedar el tercer llibre inacabat quan sobtadament li va avenir la mort el 1494.
La primera edició que incloïa les tres parts va sortir pòstumament el 1495. La publicació més antiga que es conserva és la de l'editor Piero de Plasiis del 1487, amb els dos primers llibres, exemplar que es troba a la Biblioteca Marciana de Venècia.